# Pierre Dupouey

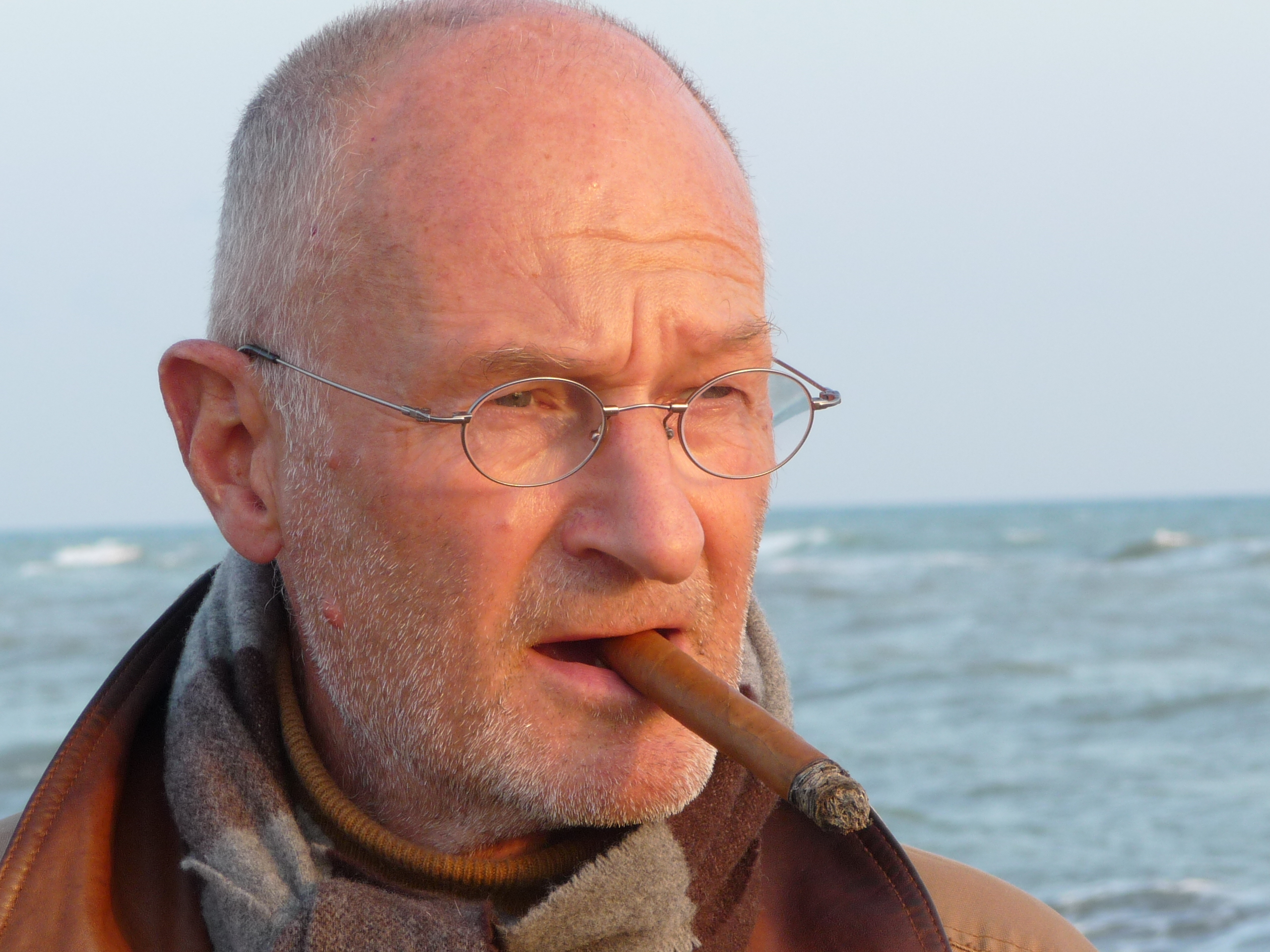

Pierre Dupouey est un directeur de la photographie et concepteur lumière français.

## Biographie
Pierre Dupouey a reçu le Prix Jean-Le-Duc en compagnie de Jean Baronnet en 1982 pour le film Skinoussa.
Il a reçu aussi le prix de la photo au Festival de Chalon pour le film de Michel de Vidas, Eclipse.

## Filmographie partielle

### Directeur de la photographie
- 2007 : Voltaire et l'Affaire Calas, de Francis Reusser
- 2003 : Saint-Germain ou La négociation, de Gérard Corbiau
- 2001 : Silence... on tourne de Youssef Chahine
- 2000 : La Moitié du ciel de Alain Mazars
- 1999 : Rembrandt de Charles Matton
- 1998 Le Radeau de la Méduse de Iradj Azimi
- 1997 : Post coïtum animal triste de Brigitte Roüan
- 1990 : Équipe de nuit de Claude d'Anna
- 1989 : L'Or du diable de Jean-Louis Fournier
- 1989 : La Voix Humaine d'Hugo Santiago
- 1989 : Énumération d'Hugo Santiago
- 1989 : L'héritage de la chouette  de Chris Marker
- 1987 : Macbeth de Claude d'Anna
- 1987 : Un médecin des lumières de René Allio
- 1987 : L'Oresteia d'Hugo Santiago
- 1986 : Pygmées de Raymond Adam
- 1985 : Bâton Rouge de Rachid Bouchareb
- 1984 : Histoire du caporal de Jean Baronnet
- 1984 : Partenaires de Claude d'Anna
- 1982 : Skinoussa, paysage avec la chute d'Icare de Jean Baronnet
- 1979 : Le Mouton noir de Jean-Pierre Moscardo
- 1978 :  Pauline et l'ordinateur de Francis Fehr

### Réalisateur et auteur
- 2003 : Moi, Hector Berlioz (téléfilm)
- 1992 : Vincennes Neuilly (film)

### Eclairage de scènes
Adrienne Lecouvreur de Cilea, Théâtre du Mariinsky, Saint Petersbourg,  Le Temple de la Gloire de J.P. Rameau, San Francisco, Pictures of America, Théâtre du Châtelet, Fidelio de Beethoven,  Opéra de Limoges,   Orlando de Haendel, Opéra de Drottningholm, Rusalka de Dvorak, Opéra d’Athènes, Orlando de Haendel, Opéra de Göttingen, Peter Pan, Theâtre du Châtelet, Elektra,  Opéra de Nantes, Les Puritains, Opéra d’Avignon, Cats, Théâtre du Châtelet, Atalanta, Opéra de Göttingen, Fidelio,  Angers-Nantes Opéra, Nabucco, La Fenice (Venise), Le Trouvère, Opéra de Marseille, Elektra, Opéra de Marseille, La Vie Parisienne, Opéra d'Avignon, Alcina, Opéra de Göttingen, Iphigénie en Tauride, Opéra de Marseille, Ariana, Festival Händel de Göttingen, Il Tabarro, Opéra de Marseille, La Vida Breve, Opéra de Marseille, Tolomeo, Festival Haendel de Göttingen, La Forza del destino, Opéra de Marseille, Xerxes, Festival Haendel de Göttingen, Cosi fan tutte, Opéra de Marseille, Radamisto, Opéra de Marseille, etc …